# ヒュー・チザム

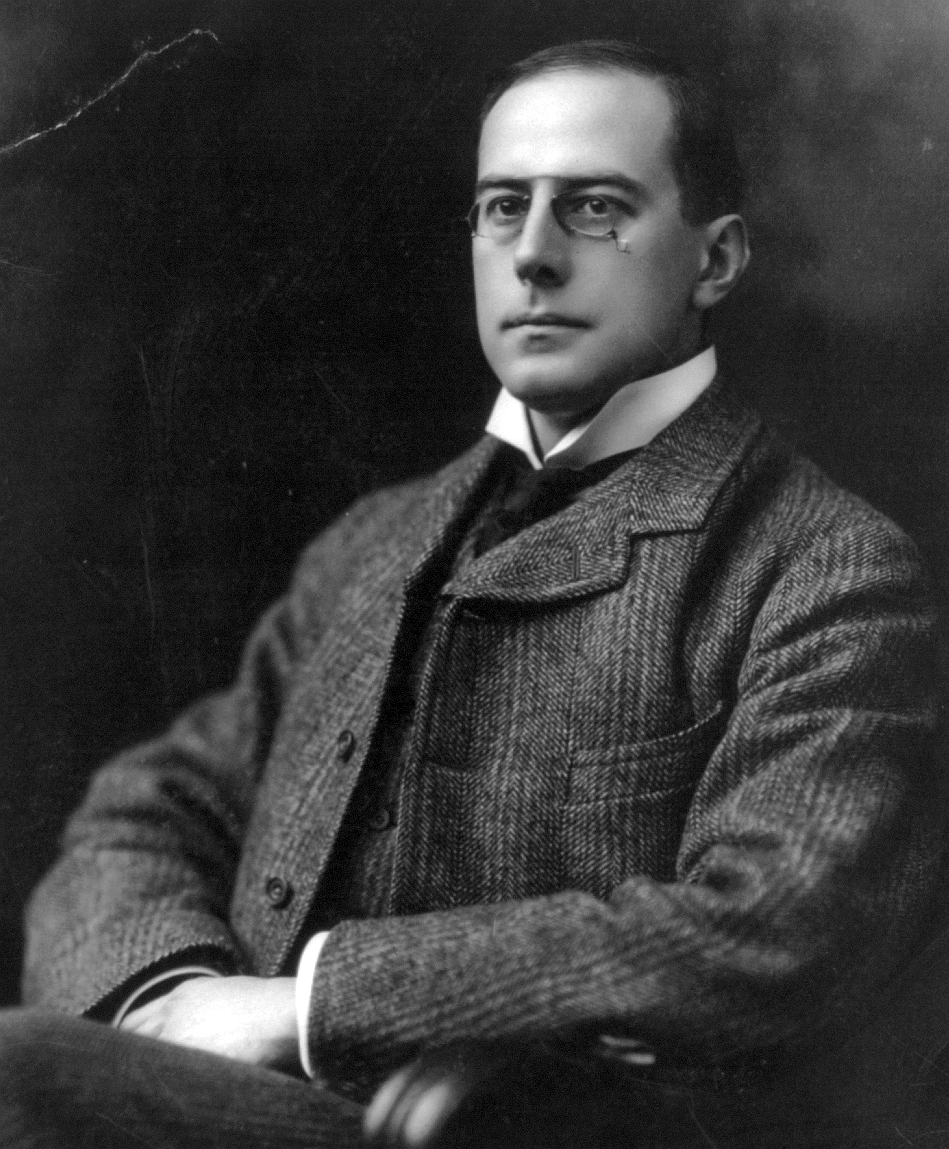
ヒュー・チザムの肖像写真。ジェームズ・E・パーディー撮影、1903年。

ヒュー・チザム（英語: Hugh Chisholm、1866年2月22日 – 1924年9月29日）は、イギリスのジャーナリスト、編集者。ブリタニカ百科事典第10版、第11版、第12版の編集長を務めたことで知られる。妹に数学者グレース・チザムがいる。

## 生涯

### 生い立ち
ヘンリー・ウィリアムズ・チザム（Henry Williams Chisholm、1809年 – 1891年、ヘンリー・チザムの息子）と妻アンナ・ルイーザ（Anna Louisa、旧姓ベル（Bell）、1824年ごろ – 1900年、ロンドンのワイン商人の娘）の息子として、1866年2月22日にロンドンのハーウッド・スクエア（Harewood Square）21号で生まれた。チザムの父方の祖父は首相初代グレンヴィル男爵ウィリアム・グレンヴィルの秘書を務めた人物であり、父は財務省、商務庁で勤務した公務員だった。妹に数学者グレース・チザムがいる。
1878年から1885年までフェルステッド・スクールで教育を受けた後、1884年10月23日にオックスフォード大学コーパス・クリスティ・カレッジに進学、同年よりコーパス・クリスティ・カレッジのスカラ（scholar）を務めた後、1888年にB.A.の学位を修得した。1892年、ミドル・テンプルで弁護士資格免許を取得した。

### 保守派ジャーナリストとして
弁護士資格免許を取得した時点ですでにジャーナリストとしての道を歩み始めており、『セント・ジェームズ・ガゼット』紙で1892年から1897年まで編集長を、1897年から1899年まで編集長を務めた。『セント・ジェームズ・ガゼット』は保守派に属しており、チザム自身も保守党のベンジャミン・ディズレーリが提唱したような帝国主義政策と関税改革政策を支持して、自由党のウィリアム・グラッドストンを批判した。1898年にグラッドストンが死去して、イギリスが挙国哀悼ムードになったときにも「どうして過去のことを糊塗しようとするのか」（Why gloss over the past?）と『セント・ジェームズ・ガゼット』で批判した。政治以外では文学批評も投稿している。

### ブリタニカ百科事典の編集長
1899年に『セント・ジェームズ・ガゼット』編集長を退職した後、『スタンダード』紙のライターを短期間務め、1900年に『タイムズ』紙に招かれてブリタニカ百科事典第10版の共同編集者の1人になった。チザムのほかにはサー・ドナルド・マッケンジー・ウォレスとアーサー・ツイニング・ハッドリーが共同編集者を務めた。ブリタニカ百科事典は1897年にホレス・エヴェレット・フーパーが権利を買い取ってオーナーになっており、フーパーの努力もあって1902年から1903年にかけて出版された第10版（全35巻）は商業上の成功を収めた。
1903年、フーパーはチザムに新版の編集長になるよう求め、チザムは了承して作業に取り掛かった。チザムがイギリスに住み、フーパーがアメリカに住んだものの、2人の協力は成功し、1910年にはブリタニカ百科事典第11版の編集が完成した。フーパーは百科事典を大衆にも読めるよう改革したいと望み、チザムがその望みを「独学の民主化」（democratising the means of self-education）と形容したという。具体的な手法としては、1つの記事を短くして、記事数を大幅に増やした（第10版が1万7千記事だったのに対し、第11版は4万記事を誇った）。しかし、1908年に『タイムズ』紙を買い取った初代ノースクリフ男爵アルフレッド・ハームズワースがフーパーとのブリタニカ百科事典共同出版から手を引いたため、1910年にケンブリッジ大学出版局が参入し、ブリタニカ百科事典第11版は1911年に出版にこぎつけた。
ブリタニカ百科事典第11版について、『オックスフォード英国人名事典』は『オックスフォード英語辞典』と『英国人名事典』に並ぶ文化事業であると評する一方、チザム本人と同じくフェミニズム関係が弱いとしており、共産主義の内容が少なく精神分析学に至っては記事すらなかったなどの問題もはらむとした。

### 晩年
チザムはブリタニカ百科事典第11版の出版で名声を大いに高め、同年にはノースクリフ男爵がタイムズ紙の編集者就任を打診してきたが、実際の就任は1913年となった。1911年から1913年にかけては『ブリタニカ年鑑』（Britannica Year-book、1913年出版）を編集した。同1913年にタイムズ出版社の役員にも就任、第一次世界大戦期は金融面の編集者を務めた。
1920年3月にタイムズ紙での職務を辞任してブリタニカ百科事典の新版に取り掛かり、1922年に第11版に3巻を追加する形で第12版が出版された。
1924年9月29日、ケンジントンのコートフィールド・ガーデンズ（Courtfield Gardens）3号で虫垂切除術を受けた末死去した。

## 家族
1893年7月29日、イライザ・ベアトリックス・ハリソン（Eliza Beatrix Harrison、1861年 – 1947年、ヘンリー・ハリソンの娘）と結婚、3男をもうけた。
- ヘンリー（1900年10月17日 – 1981年7月20日） - 実業家。ウェストミンスター・スクールとオックスフォード大学クライスト・チャーチで教育を受けた[4]。1927年より会計士業に従事し、1932年に投資顧問に転職したのち、1940年より数社の会社役員を歴任した[4]。1971年新年叙勲（英語版）で騎士爵に叙された[5]。3度の結婚歴がある[4]
- アーチボルド・ヒュー・テナント（Archibald Hugh Tennent[6][7]、1902年 – 1992年?） - 1925年にオックスフォード大学クライスト・チャーチでM.A.の学位を修得した後、1927年にアングロ・ペルシャン石油会社（英語版）に就職、1928年から1932年までペルシアに、1932年から1934年までクウェートに、1935年から1936年までペルシアに駐在した[8]。1936年に本社への転任を拒否されると退職、1937年から1940年まで『フィナンシャル・タイムズ』編集長を務め、第二次世界大戦では1940年から1945年まで従軍、1944年に大佐に昇進した[8]。1945年にアングロ・イラニアン石油会社（1935年にアングロ・ペルシャン石油会社より改名）に入社して本社勤務になり、1962年に定年退職した[8]。その後、1962年から1972年までBP社の顧問を務めた[8]。息子コリンは1976年にキャロライン・エリザベス・ウィンダム（英語版）（初代イグリモント男爵のジョン・ウィンダム（英語版）の娘、2014年に一代貴族であるアウルペンのチザム女男爵に叙爵[9]）と結婚して、子女をもうけた[10]。娘アン・キャサリン（1940年ごろ – ?）はジャーナリストになり、1975年9月6日にマイケル・デイヴィー（英語版）と結婚した[7]
- ジョン・リチャード・ハリソン（1905年11月27日 – 1987年11月13日） - ウェストミンスター・スクールで教育を受けた後、オックスフォード大学クライスト・チャーチに進学、1929年にB.A.の、1943年にM.A.の学位を修得した[11]。1932年から1974年まで事務弁護士業に従事した[11]。その傍ら宝石学にも興味を持ち、英国宝石学協会（Gemmological Association of Great Britain）が出版するThe Journal of Gemmology誌で1973年から1985年まで編集長を務め、1984年に協会の副会長に選出された[11]